# Discografia Orchestrei „Doina Gorjului”
Discografia Orchestrei „Doina Gorjului” din Târgu Jiu cuprinde apariții (discuri de shellac, viniluri, benzi de magnetofon, CD-uri) care conțin înregistrări realizate în România, în perioada 1949-1991, la casa de discuri Electrecord și în străinătate, la casa de discuri Le Chant du Monde.

## Discuri Le Chant du Monde
| An   | Număr de catalog | Format                 | Piese | Acompaniament                                    | Note                  |
| 1950 | No. 734          | shellac, 25 cm, 78 RPM | 1. Eh, Paysans pauvres et moyens (horă); (Măi țărani și mijlocași) 2. Travaillons a notre lutte (sârbă) (Muncitorii noștri luptă) | Orchestre tzigane de Gorj, dirigé par Nicu Novac | Eugenia Bârsan - voce |

## Discuri Electrecord
| An   | Număr de catalog                                  | Format                     | Piese | Dirijor         | Note |
| 1960 | EPA 2907                                          | shellac, 25 cm, 78 RPM     | Sârba din caval Cântă păsările toate | Nicolae Novac   | Justina Băluțeanu - voce |
| 1960 | EPA 2945                                          | shellac, 25 cm, 78 RPM     | Hora și sârba de la Peșteana-Jiu | Nicolae Novac   | — |
| 1962 | EPE 0107                                          | vinil, LP, 30 cm, 33 ⅓ RPM | 11. Cântă păsările toate | Nicolae Novac   | Justina Băluțeanu - voce |
| 1963 | EPD 1016                                          | vinil, LP, 25 cm, 33 ⅓ RPM | 7. A-nflorit dealul și câmpul | Nicolae Novac   | Eugenia Bârsan - voce |
| 1968 | EPC 10.016                                        | vinil, 17 cm, 33 ⅓ RPM     | 1. Trecui aseară pe lună 2. Ți-am spus, mândră, cuvântul' 3. Colo-n codru-i o fântână 4. Pădure frunzele tale | Nicolae Novac   | Matei Constantin - voce |
| 1972 | STM-EPE 0803 Rencontre avec la Roumanie - Gorj    | vinil, LP, 30 cm, 33 ⅓ RPM | 1. Sârba din Lelești 2. Hora de la Runcu 3. Sârba din Bârsești 4. Supărată-s, neică, rău 5. Cucule, ce cânți cu dor 6. Crăițele 7. Horă din Gorj 8. Marioară de la Gorj 9. Sârba lui Luca din Bălești 10. Sârbă 11. Dama 12. Sârbă gorjenească în două părți 13. Dragoste, ce ai de gând? 14. Pădure de brad frumos 15. Sârba lui Tudor 16. Mândrele 17. Sârba de la Alunu 18. Sârba de la Cărbunești            | Gelu Barabancea | Nicu Lătărețu - vioară (3); Ileana Leonte - voce (4,5); Sandu Trohonel - vioară (6,12); Nelu Ciocan - nai (7,8); Filofteia Lăcătușu - voce (13,14); Costel Burleanu - fluier (16,17) |
| 1975 | 45-EPC 10.429                                     | vinil, 17 cm, 45 RPM       | 2. Somn, mi-e somn, dar nu mă culc 4. Supărată-s, neică, rău | Gelu Barabancea | Ileana Leonte - voce |
| 1991 | ST-EPE-04067 Ansamblul folcloric „Doina Gorjului” | vinil, LP, 30 cm, 33 ⅓ RPM | 1. Sârba de la Cărbunești 2. Ce se-aude în vale, în luncă 3. Tinerea plecai din sat 4. Greu e-n viață să iubești 5. Sârba de la Târgu Jiu 6. Drag mi-e să mă plimb prin sat 7. Și din Jiu și din Gilort 8. Mândruță din Târgu Jiu 9. Sârba de la Peștișani 10. Sârba de la Runcu 14. Sârba de la Ceauru 15. Trece timpul ca nebunul 16. Hora de la Novaci 17. Eu ți-am zis lună, ți-am zis 18. Sârbă gorjenească | Marin Ghiocel   | Ileana Bacâtea - voce (2-4); Victor Tita - voce (6-8); Natalia Gorjanu - voce (15); Maria Popescu (17)                                                                               |

## ÎnregistrăriRadio România
| Anul înreg. | Format          | Piese                                                                           | Dirijor         | Note                      |
| 1958        | benzi magnetice | La fântânița din deal Sârba hăulită din Gorj Pe câmpul cu florile               | Nicolae Novac   | Justina Băluțeanu - voce  |
| 1960        | benzi magnetice | Călușul Sârbă din Gorj                                                          | Nicolae Novac   | —                         |
| 1970        | benzi magnetice | Neică plaiul tău gorjean Am primit de la neicuța vești Și de-o fi cândva să mor | Gelu Barabancea | Filofteia Lăcătușu - voce |